# Anastylóza

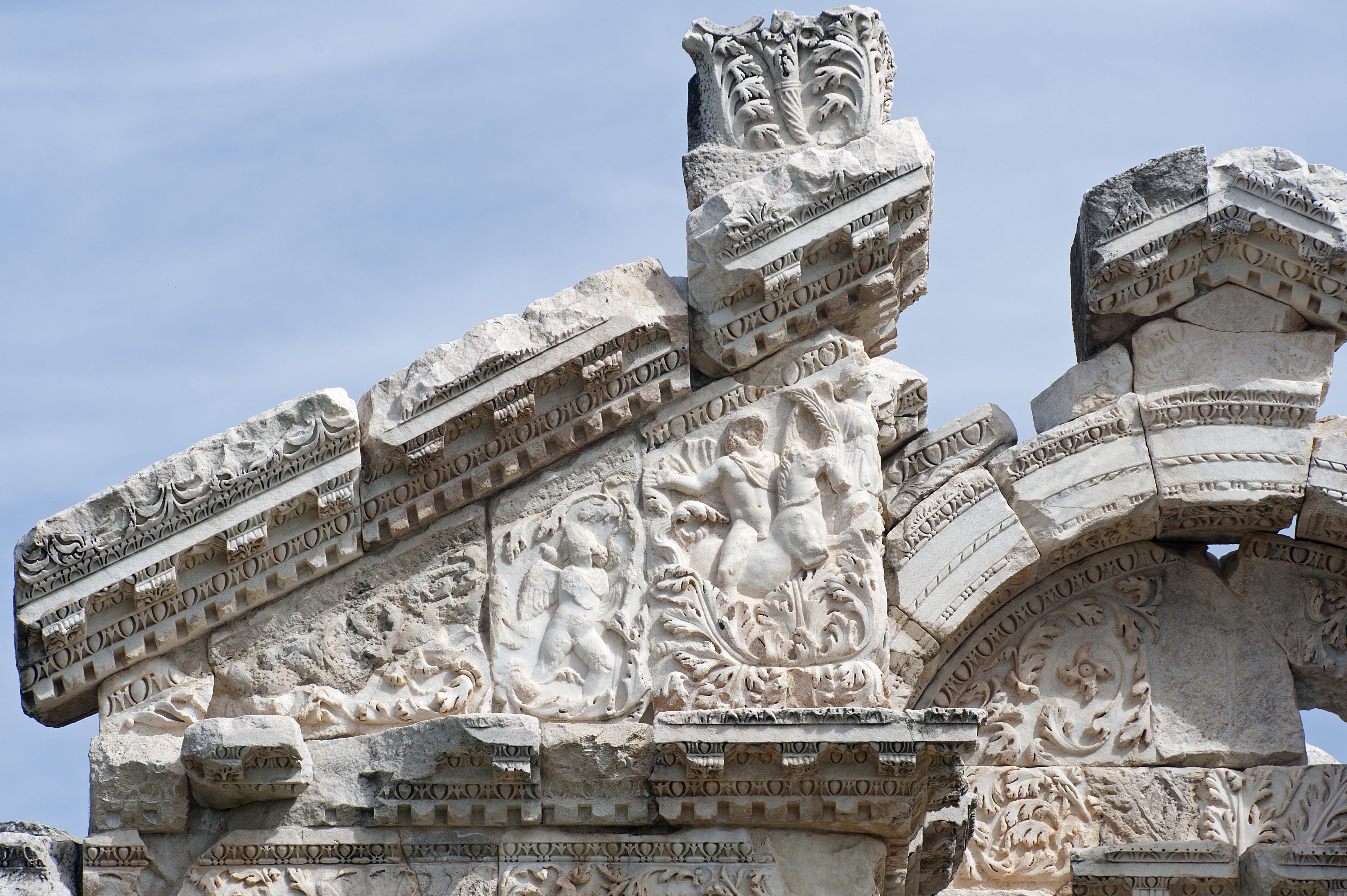
Řecký chrám sestaven dle metody anastylóza – za použití původních prvků

Anastylóza je v památkové péči a archeologii metodou, při které dochází k obnově památky pomocí jejího postavení ze zachovalých částí do původní podoby. Poprvé se tato metoda použila v letech 1834 až 1838 při rekonstrukci chrámu Athény Niké na athénské Akropoli. Za tohoto přístupu byl například obnoven kostel Frauenkirche v německých Drážďanech, kdy se do něj podařilo zakomponovat 43 % původních součástí. V Praze je příkladem takové rekonstrukce Dům U Kamenného zvonu na Staroměstském náměstí.